# بریجا آلتا
بریجا آلتا (به ایتالیایی: Briga Alta) یک کومونه در ایتالیا است که در استان کونیو واقع شده‌است.

## خصوصیات
بریجا آلتا ۵۱٫۷ کیلومترمربع مساحت و ۵۶ نفر جمعیت دارد.